# Onychogomphus ludens
Onychogomphus ludens är en trollsländeart som beskrevs av James George Needham 1930. Onychogomphus ludens ingår i släktet Onychogomphus och familjen flodtrollsländor. Inga underarter finns listade i Catalogue of Life.